# Picioare lungi, degete lungi
Picioare lungi, degete lungi (titlul original: în germană Lange Beine - lange Finger) este un film de comedie vest-german, realizat în 1966 de regizorul Alfred Vohrer, protagoniști fiind actorii Senta Berger, Joachim Fuchsberger, Martin Held și Irene von Meyendorff.

## Rezumat
Baronul Holberg, care se uită înapoi cu mândrie la lunga sa tradiție familială de hoți de hotel, este îngrozit când fiica sa Doris se îndrăgostește tocmai de avocatul Robert Hammond și nu îl alege pe hoțul de artă Sammy, așa cum el și-ar fi dorit. Își ademenește fiica departe de avocat sub pretextul că sunt urmăriți de poliție, dar când îi mărturisește înșelăciunea, Doris pleacă imediat spre moșia lui Hammond, lângă Londra. Dar nici tatăl lui Hammond nu este deosebit de impresionat de această legătură...

## Distribuție
- Senta Berger – Doris „Dodo“ Holberg
- Joachim Fuchsberger – Robert Hammond
- Martin Held – Baron Holberg
- Irene von Meyendorff – Lady Hammond
- James Robertson Justice – Sir Hammond
- Helga Sommerfeld – Sarah Hammond
- Walter Wilz – Sammy Snapper
- Hanns Lothar – Emilio Gavin
- Tilo von Berlepsch – procurorul
- Lia Eibenschütz – mama Gavin
- Alexander Engel – medicul
- Cora Roberts – femeia cu colier
- Friedrich Schoenfelder – generalul
- Rudolf Schündler – inspectorul
- Hilde Sessak – directoarea
- Heinz Spitzner – polițistul
- Eduard Wandrey – reședintele Curții
- Albert Bessler – judecătorul
- Erik von Loewis – avocatul
- Zeev Berlinsky – tăinuitorul de diamante Snapper
- Otto Czarski – sergentul de la sediu
- Wolfgang Völz – sergentul de gardă
- Eva Ebner – prostituata de la poliție